# Gunilla Wictorin
Gunilla Wictorin (Södertälje, 8 maggio 1964) è un'ex cestista svedese.

## Carriera
Con la Svezia ha disputato due edizioni dei Campionati europei (1981, 1983).